# الدوري السويدي الدرجة الثانية 1984
الدوري السويدي الدرجة الثانية 1984 (بالسويدية: Division II i fotboll 1984)‏ هو موسم من الدوري السويدي الدرجة الثانية. فاز فيه نادي أوربرو.